# Megachile anthophila
Megachile anthophila är en biart som beskrevs av Embrik Strand 1913. Megachile anthophila ingår i släktet tapetserarbin, och familjen buksamlarbin. Inga underarter finns listade i Catalogue of Life.